# Øster Tørslev
Øster Tørslev er en by i Østjylland med 869 indbyggere  (2024), beliggende 4 km øst for Gjerlev, 18 km syd for Hadsund og 18 km nordøst for Randers. Byen hører til Randers Kommune og ligger i Region Midtjylland.
Øster Tørslev hører til Øster Tørslev Sogn. Øster Tørslev Kirke ligger i byen.

## Faciliteter
Grønhøjskolen har 407 elever, fordelt på 0.-9. klassetrin. SFO er et fritidstilbud til 0.-3. klasse. Randers Ungdomsskole har hold, der kører på Grønhøjskolen. Børnehuset Solstrålen er en integreret institution med vuggestue- og børnehaveafdeling.
Ommersysselhallen benyttes af flere idrætsforeninger, især byens egen IF Fjorden. der tilbyder badminton, floorball, fodbold, gymnastik, fitness, håndbold, motion, tennis og senioridræt. Sammenbygget med hallen findes Øster Tørslev Fritidslokaler, der fungerer som forsamlingshus med en stor og en lille sal.
Ældrecenter Åbakken har 40 plejeboliger, hvoraf 10 er demensboliger, samt 6 aflastningspladser.
Byen har en SPAR-købmand, og busser mellem Randers og Udbyhøj standser i byen.

## Historie

### Landsbyen
Øster Tørslev nævnes første gang 1412 i formen Thørsløff, 17. februar 1479 som Thorsløff.
Tørslev landsby bestod i 1682 af 28 gårde, 17 huse med jord og 7 huse uden jord. Det samlede dyrkede areal udgjorde 1.124,9 tønder land skyldsat til 227,57 tønder hartkorn. Dyrkningsformen var græsmarksbrug med tægter.

### Stationsbyen
Øster Tørslev fik station på Randers-Hadsund Jernbane (1883-1969). Den blev anlagt på bar mark 1½ km nordvest for kirkelandsbyen.
I 1901 beskrives Øster Tørslev og landsbyen Ilshøj, som den var vokset sammen med, således: "Ø.-Tørslev, ved Landevejen, med Kirke, Præstegd., 2 Skoler, Sparekasse (opr. 1871; 31/3 1899 var...Antal af Konti 446), Kro, Købmandshdlr., Kalkværk, Mølle, Ølbryggeri, Andelsmejeri og 3 Teglværker samt Jærnbane-, Telegraf- og Telefonst.; Ilshøj, ved Landevejen, med Vandværk;" Målebordsbladet fra 1800-tallet viser desuden et fattighus.
Kroen brændte 15. august 1977. Stationsbygningen er bevaret på Alleen 9, som stadig er et stykke uden for byen. Fra stationen mod nord til Stangerumvej er ½ km af banens tracé bevaret som privat grusvej.

### Kommunen
Øster Tørslev Sogn indgik ved kommunalreformen i 1970 i Nørhald Kommune, som ved kommunalreformen i 2007
blev en del af den ny Randers Kommune.